# Sydney Joseph Freedberg
Sydney Joseph Freedberg (Boston, 11 novembre 1914 – Washington, 7 maggio 1997) è stato uno storico dell'arte statunitense.

## Biografia
Freedberg si formò alla Harvard University dove sostenne, nel 1940, una tesi di dottorato sul Parmigianino dopo un soggiorno di studi alla Villa I Tatti al fianco di Bernard Berenson con cui rimase in relazione e alla cui memoria dedicò, nel 1961, la sua sintesi sulla genesi della Maniera. Storico dello stile e specialista della pittura del tardo Rinascimento italiano e del Manierismo, Freedberg insegnò per circa 30 anni a Harvard fino al ritiro nel 1983, dopo il quale ricoprì fino al 1988 la carica di capo curatore presso la National Gallery of Art di Washington che contribuì ad arricchire con opere del '600 italiano. 

## Riconoscimenti
In Italia, Freedberg ha ricevuto varie onorificenze: il 24 maggio 1968  è stato insignito del grado di Grande Ufficiale dell'Ordine della Stella d'Italia (già Stella della solidarietà italiana) per il suo impegno durante l'alluvione di Firenze e il 5 gennaio 1982 di quello di Grande Ufficiale dell'Ordine al Merito della Repubblica Italiana, per il suo contributo alla conoscenza della pittura italiana. Nel 1995 gli fu assegnato anche il premio Galileo Galilei per la Storia dell'Arte italiana. Per l'occasione, Freedberg tracciò la sua biografia intellettuale, nella quale spicca, oltre al ruolo dell'ambiente culturale bostoniano, l'apprezzamento votatogli da Kenneth Clark che ne elogiò la lingua paragonandolo a Henry James e nel lodò l'impostazione analitica accostandolo a Heinrich Wölfflin. Tra le attribuzioni, quella di cui lo studioso andava più fiero è quella relativa all'autografia della Conversione di san Paolo del Parmigianino, da lui esposta al momento del dottorato.

## Opere
- The Works in Painting of Francesco Mazzola, il Parmigianino: An Analytical Catalogue. Cambridge, Mass., Harvard University, 1940 (tesi di dottorato)
- Parmigianino: his works in painting. Cambridge, Mass., Harvard University Press, 1950
- Painting of the High Renaissance in Rome and Florence. Cambridge, Mass., Harvard University Press, 1961, ultima ed. 1972 con corrigenda
- Andrea del Sarto. Cambridge, Mass., Belknap Press of Harvard University Press, 1963
- Painting in Italy: 1500 to 1600 (Pelican History of Art, vol. 35). Harmondsworth, Middlesex; Baltimore, Penguin Books, 1971, ultima ed. 1993
- Circa 1600 : a revolution of style in Italian painting. Cambridge, Mass., Harvard University Press, 1983